# Ранд
Ранд (англ. Rand) — офіційна валюта Південно-Африканської Республіки. Позначається символом «R» і поділяється на 100 центів (символ «c»). Код валюти згідно з ISO 4217: ZAR (від афр. Zuid-Afrikaanse Rand). Ранд також є валютою Єдиної валютної зони, що включає ПАР, Намібію, Есватіні і Лесото. Центральний банк: Південно-Африканський резервний банк.
За даними Банку міжнародних розрахунків, південноафриканський ранд входить у топ-20 найпоширеніших за часткою торгівлі валют у світі.

## Етимологія
Слово «Rand» походить від назви гірського хребта Вітватерсранд (афр. Witwatersrand) в провінції Гаутенг, де було відкрито більшість покладів золота в країні (світовим лідером видобутку якого є ПАР).

## Історія
Ранд був випущений в 1961 році, одночасно з утворенням Південно-Африканської Республіки. Він замінив Південноафриканський фунт як засіб платежу в співвідношенні 2 ранди = 1 фунт чи 1 ранд = 10 шилінгів.

## Банкноти

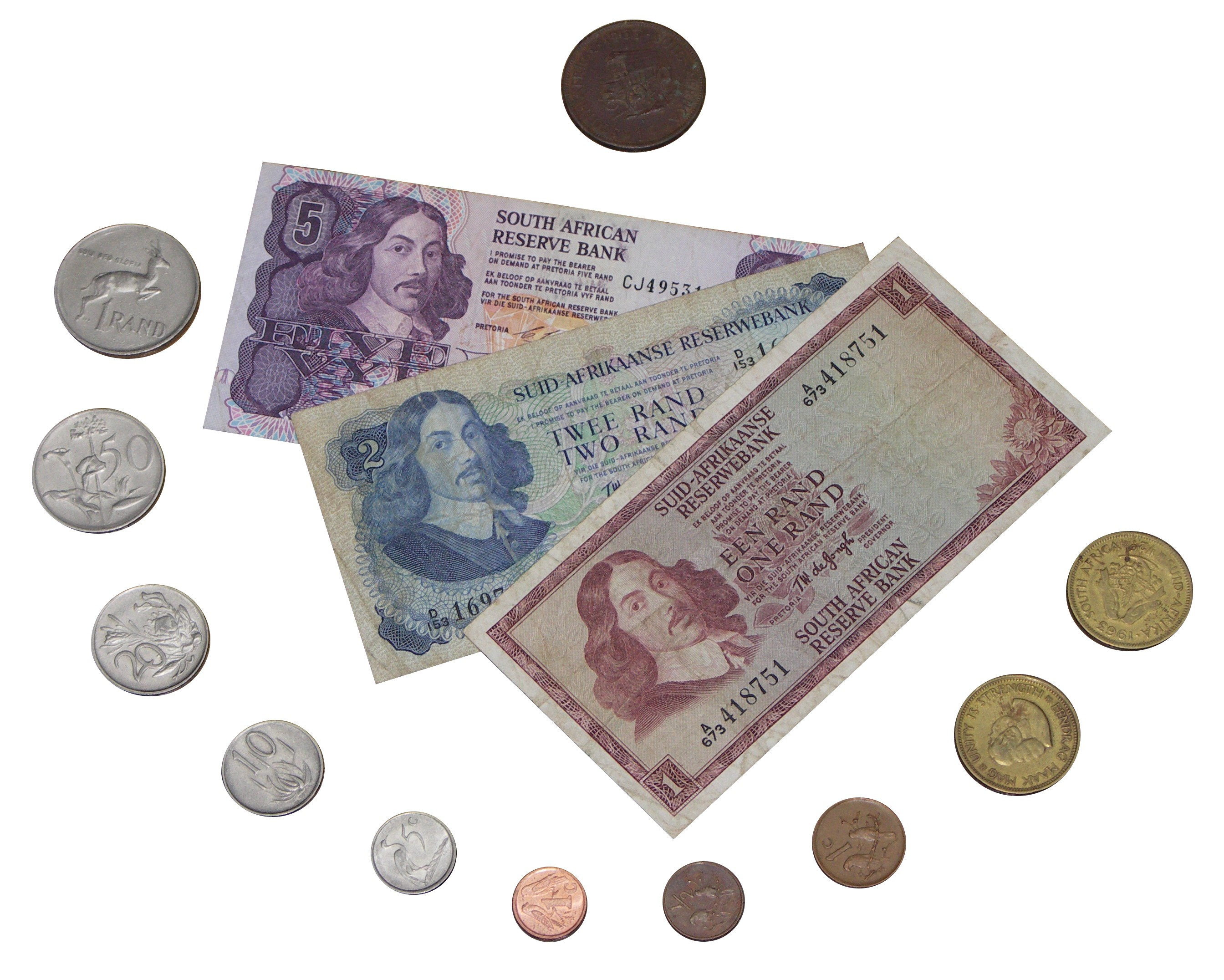
Виведені з обігу монети і банкноти

Перша серія банкнот була випущена в 1961 році номіналом в 1, 2, 10 і 20 рандів, що своїм дизайном і кольором були схожі на попередні фунти аби полегшити перехід. Вони несли на собі портрет Яна ван Рібека, першого управителя Кейптауна в Ост-Індійській Компанії. За аналогією із останніми фунтами вони випускались у двох варіантах. В одному випадку всі написи спочатку робилися англійською, а потім на африкаанс, в іншому - навпаки. Так продовжувалось і в серії 1966 року, в якій вперше з'явились банкноти 5 ранд, проте зникла 20-рандова купюра.
Серія 1978 року складалась із банкнот номіналом 2, 5 і 10 ранд. Банкноти 20 і 50 ранд з'явились тільки в 1984 році. Ця серія зазнала найбільшу кількість змін. В ній був лиш один варіант написів. Африкаанс став першою мовою на 2, 10 і 50 ранд, в той час як англійська залишилась першою на 5 і 20 ранд. На банкнотах все ще був зображений Ян ван Рібек.
В 1990-ті роки дизайн банкнот було змінено: на аверсі з'явились зображення представників видів «Великої п'ятірки». Разом із 2 і 5 рандовими монетами, які замінили банкноти, в 1994 році були також представлені банкноти 100 і 200 рандів.

### Банкноти 2012 року
| Серія 2012 року | Серія 2012 року | Серія 2012 року    | Серія 2012 року | Серія 2012 року | Серія 2012 року      | Серія 2012 року          | Серія 2012 року              | Серія 2012 року | Серія 2012 року |
| Зображення      | Зображення      | Номінал (у рандах) | Розміри (мм)    | Основні кольори | Основні кольори      | Опис                     | Опис                         | Опис            | Роки випуску    |
| Аверс           | Реверс          | Номінал (у рандах) | Розміри (мм)    | Основні кольори | Основні кольори      | Аверс                    | Реверс                       | Водяний знак    | Роки випуску    |
| --------------- | --------------- | ------------------ | --------------- | --------------- | -------------------- | ------------------------ | ---------------------------- | --------------- | --------------- |
|                 |                 | 10                 | 128×70          |                 | зелений              | портрет Нельсона Мандели | голова носорога              | Нельсон Мандела | 2012 2013 2016  |
|                 |                 | 20                 | 134×70          |                 | коричневий           | портрет Нельсона Мандели | голова слона                 | Нельсон Мандела | 2012 2013 2016  |
|                 |                 | 50                 | 140×70          |                 | рожево-червоний      | портрет Нельсона Мандели | голова Лева                  | Нельсон Мандела | 2012 2013 2016  |
|                 |                 | 100                | 146×70          |                 | синьо-блакитний      | портрет Нельсона Мандели | голова африканського буйвола | Нельсон Мандела | 2012 2013 2016  |
|                 |                 | 200                | 152×70          |                 | помаранчево-червоний | портрет Нельсона Мандели | голова леопарда              | Нельсон Мандела | 2012 2013 2016  |

### Банкноти 2018 року
| Серія 2018 року | Серія 2018 року | Серія 2018 року    | Серія 2018 року | Серія 2018 року | Серія 2018 року | Серія 2018 року          | Серія 2018 року                                         | Серія 2018 року | Серія 2018 року |
| Зображення      | Зображення      | Номінал (у рандах) | Розміри (мм)    | Основні кольори | Основні кольори | Опис                     | Опис                                                    | Опис            | Роки випуску    |
| Аверс           | Реверс          | Номінал (у рандах) | Розміри (мм)    | Основні кольори | Основні кольори | Аверс                    | Реверс                                                  | Водяний знак    | Роки випуску    |
| --------------- | --------------- | ------------------ | --------------- | --------------- | --------------- | ------------------------ | ------------------------------------------------------- | --------------- | --------------- |
|                 |                 | 10                 | 128×70          |                 | зелений         | портрет Нельсона Мандели | Молодий Мандела та його батьківщина Мфезо               | Нельсон Мандела | 2018            |
|                 |                 | 20                 | 134×70          |                 | коричневий      | портрет Нельсона Мандели | Молодий Мандела та його будинок у Совето                | Нельсон Мандела | 2018            |
|                 |                 | 50                 | 140×70          |                 | червоний        | портрет Нельсона Мандели | Молодий Мандела та місце його арешту біля Ховіка        | Нельсон Мандела | 2018            |
|                 |                 | 100                | 146×70          |                 | синій           | портрет Нельсона Мандели | Молодий Мандела та місто його заточення у Роббенайланді | Нельсон Мандела | 2018            |
|                 |                 | 200                | 152×70          |                 | оранжевий       | портрет Нельсона Мандели | Молодий Мандела та його пам'ятник біля будівлі Союзу    | Нельсон Мандела | 2018            |

## Монети
В 1961 році було випущено монети номіналом ½, 1, 2½, 5, 10, 20 і 50 центів. В 1965 році 2½-центові монети були замінені на 2-центові. Півцентова монета востаннє була викарбувана для обігу в 1973 році. Монети 1 ранд були випущені в 1977-у, після чого в 1989 і 1990 роках з'явились монети 2 і 5 рандів відповідно. Монети 1 і 2 центи вийшли із вжитку в квітні 2002 року, в основному через інфляцію, що знецінила їх. Не всі ціни зараз кратні 5 центам, але при оплаті ціна заокруглюється до 5 центів в меншу сторону.
Намагаючись обмежити фальшування, в серпні 2004 року були випущені нові монети номіналом 5 ранд, так само як і нові банкноти в лютому 2005 року. Степені захисту монети, включають в себе біметалевий дизайн (схожий на монети 1 і 2 євро, 2 британських фунти і 2 канадські долари), спеціально зазубрене захисне заглиблення вздовж ободку й мікронаписи. Нові банкноти також мають певну кількість степенів захисту.
Окрім монет ранд, з 1967 року в ПАР карбується спеціальна золота монета Крюґерранд.

## Валютний курс
Станом на 27 березня 2025, валютний курс ранда (за даними МВФ, ЄЦБ та НБУ) становить 18,24 ранд за 1 долар США, 19,68 ранд за 1 євро та 0,439 ранда за 1 гривню (2,278 гривень за 1 ранд).

Графік валютного курсу відносно долара США (к-сть ранд за один долар)